# John William Lewin
Pour les articles homonymes, voir Lewin.

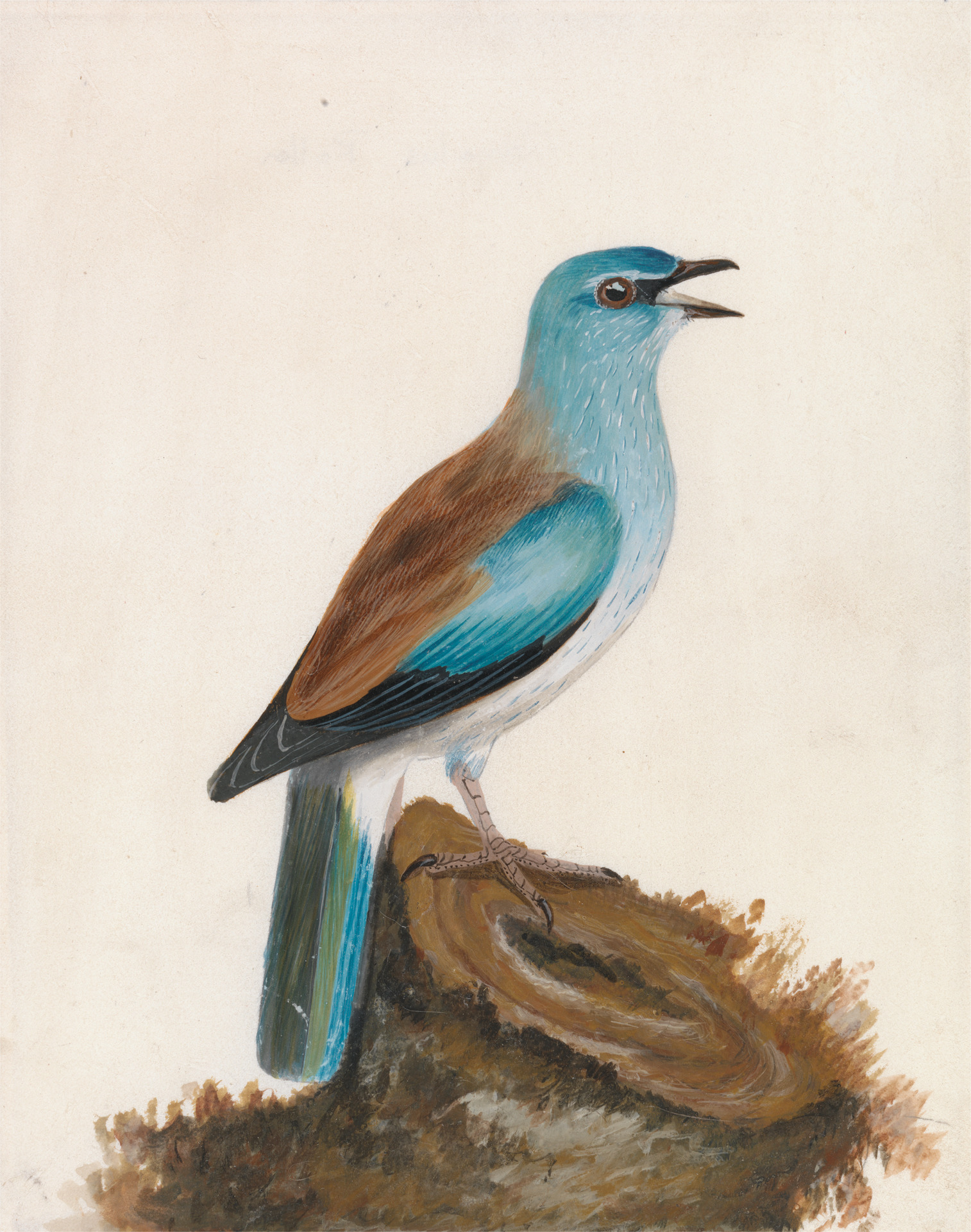
« Roller : Garrulous Roller », par William Lewin, avant 1790. Aquarelle et gouache sur mine de plomb et gomme sur vélin, avec bordure à la plume et à l'encre noire. 21,7 cm x 16,7 cm. Avec l'aimable autorisation de la collection Paul Mellon, Yale Cen

William Lewin est un naturaliste et un illustrateur britannique, né en 1747 à Londres et mort probablement en 1795.
On connaît peu de chose de la vie de Lewin si ce n’est qu’il devient membre de la Société linnéenne de Londres en 1791.
Il commence à faire paraître Birds of Great Britain en 1789. Il est illustré de 323 gravures d’œufs et d’oiseaux colorées au pastel. Il réalise 60 exemplaires. En 1793, il commence à réaliser une seconde édition. Il est assisté par ses trois fils : Thomas, Thomas William et John William (1770-1819).